# Каркале
Каркале — деревня в Ютазинском районе Татарстана. Входит в состав Ютазинского сельского поселения.

## География
Находится в юго-восточной части Татарстана на расстоянии приблизительно 13 км на запад по прямой от районного центра поселка Уруссу вблизи железнодорожной линии Ульяновск-Уфа.

## История
Основана в 1930-х годах.

## Население
Постоянных жителей было: в 1938—314, в 1949—257, в 1958—151, в 1970—101, в 1979 — 75, в 1989 — 61, в 2002 году 41 (татары 100 %), в 2010 году 40.